# Gabinius Barbarus Pompeianus
Gabinius Barbarus Pompeianus (fl. 333) était un homme politique de l'Empire romain.

## Vie
Fils de Gabinius Barbarus Probianus, consularis vir, et arrière-arrière-petit-fils de Gaius Gabinius Barbarus Pompeianus.
Il fut gouverneur de Sardaigne-Corse au début du IVe siècle où il persécuta les chrétiens. On le trouve consul de Campanie en 333.
Il s'est marié avec Vettia, fille de Gaius Vettius Cossinius Rufinus et de sa femme Petronia Probiana, et eut Gabinius Vettius Probianus.